# Camí de Sant Quirze (Castellcir)
El Camí de Sant Quirze és una pista rural dels termes municipals de Sant Quirze Safaja i de Castellcir, a la comarca del Moianès. Com la major part dels camins, el seu nom és de caràcter descriptiu: és el camí que uneix el nucli actual de Castellcir amb el poble veí a migdia seu, Sant Quirze Safaja.
Arrenca del Carrer de l'Amargura cap a migdia, resseguint tota l'Avinguda de Sant Quirze; a l'extrem sud d'aquesta avinguda, deixa enrere la població i a ponent el Pla de la Ferradura, i s'adreça cap al Vilardell, passant per l'extrem de llevant del Grony del Vilardell. Des del Vilardell continua cap al sud per baixar aviat, cap a l'est, cap a la vall del Tenes. Segueix aquest riu per la dreta del corrent d'aigua, i arriba a Sant Quirze Safaja al cap de cinc quilòmetres des de Castellcir.